# Homespun

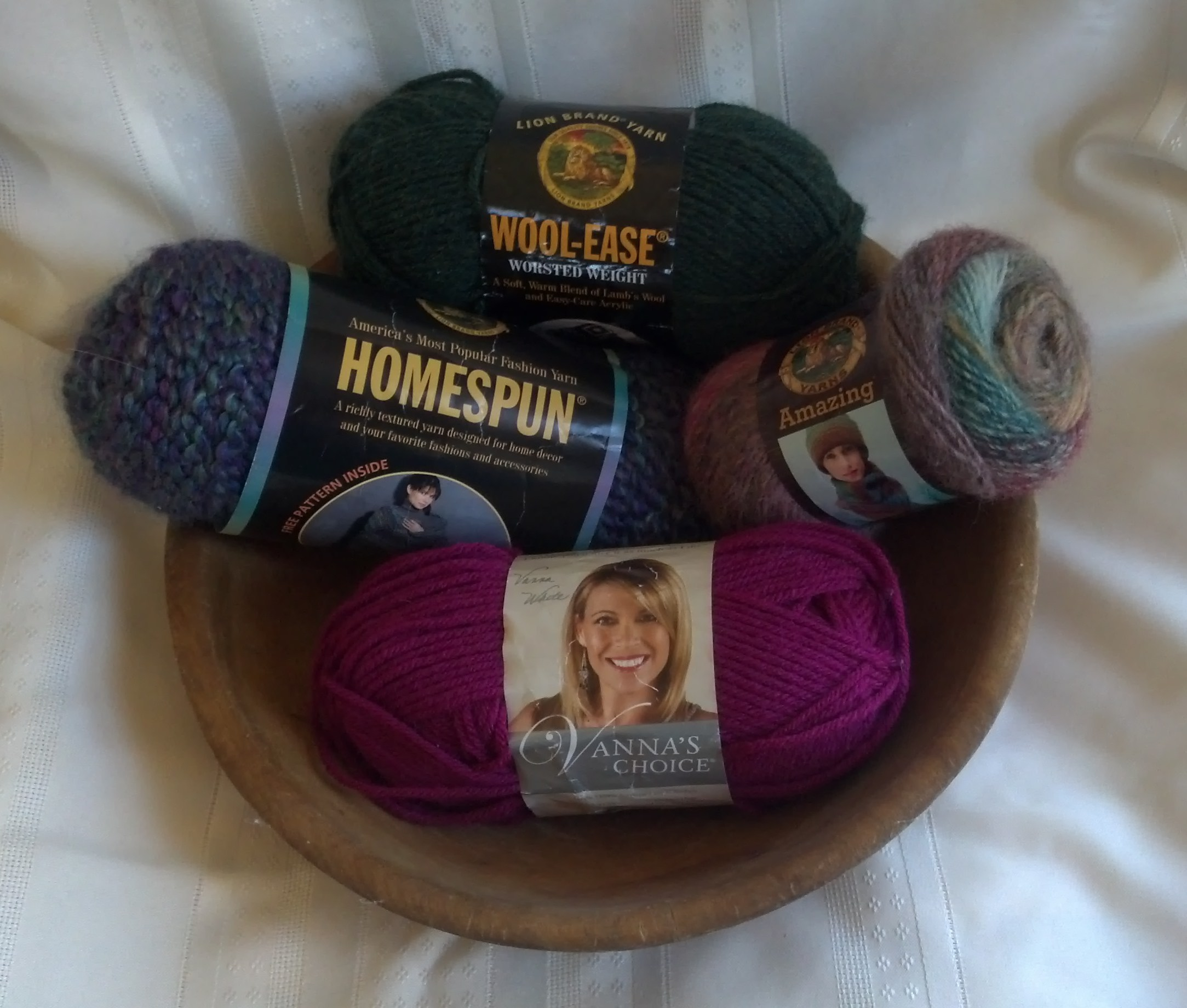
Klubko homespun mezi přízemi na ruční pletení

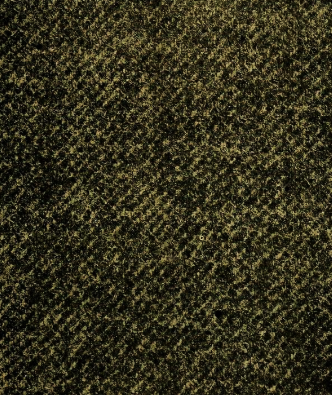
Imitace homespun: Bbílá osnova, tmavý útek, valchovaná, mírně počesávaná a lisovaná tkanina, 340 g/m² (1914)

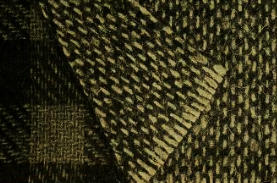
Dvojitá homespun tkanina ze směsi vlna/shoddy/nopky. Lícní tkanina z hrubé, rub ze středně jemné příze. Vazná osnova ze skané bavlněné příze. Hmotnost 750 g/m² (1914)

Homespun je obchodní označení pro textilie.

## Textilie s označením homespun
Označení se používá pro:
- Přízi s nepravidelnými tlustými místy, se kterými se podobá ručně předeným výrobkům.

Název je odvozen od původní domácké výroby v Anglii – home spun = doma předená.
Příze s názvem Homespun se používá na ruční pletení a vyrábí se bez zvláštního označení nebo také s registrační značkou ®.
- Hrubou tkaninu z mykané vlněné příze, v plátnové nebo keprové vazbě. Uzlíčkový povrch se dosahuje použitím neplstivé ševiotové vlny, často s nevybarvenými chlupy z pestíků, celkový vzhled připomíná ručně tkané zboží.

Tkanina se používá na obleky, saka, kostýmy a pláště.
- Zátažnou pleteninu z bavlny nebo ze směsi bavlna/vlna používanou v Kanadě a v USA na nátělníky, které mají připomínat pracovní oděvy z 20. let 20. století (k dostání také v ČR).[4]

## Výraz homespun s odlišným významem
Ve několika známých dílech anglosaské literatury označovali spisovatelé (počínaje Shakespearem) osoby přívlastkem homespun jako venkovského prosťáčka, kašpara apod.
V USA se v 19. století rozšířil mezi literáty a kazateli výraz age of homespun (s významem: éra obyčejného, jednoduchého žití) symbolizující touhu po dostatku a rovnostářství.